# Тынцы
Тынцы — село в Камешковском районе Владимирской области России, входит в состав Вахромеевского муниципального образования.

## География
Село расположено в 5 км на юго-запад от центра поселения посёлка Имени Горького и в 16 км на север от райцентра Камешково.

## История
В конце XIX — начале XX века Тынцы — крупное село в составе Филяндинской волости Ковровского уезда.
В 1940 году село являлось центром Тынцовского сельсовета, в дальнейшем вплоть до 2005 года входило в состав Вахромеевского сельсовета (с 1998 года — сельского округа).
Селение Тынцы, расположенное на речке Секше, известно с XVI столетия как бывшая деревня из числа исторических вотчин Суздальского девичьего монастыря (ныне Покровский женский монастырь), ставшая казённым имением. Царь Иван Грозный в 1550 году пожаловал Суздальский Покровский монастырь тарханной грамотой (несудимой) на владение вотчиной: «…Волость Талшинскую в Володимирском уезде, а в ней погост на Верети, а к нему, тому погосту, деревень: Ряхово, Денисово, Лужки на речке Возожма, Заозерье, Волково, Чертовик, Филяндино, Ивишенево и Микшино на речке Ивишенка, Сереброво, Луженица и Ступино на речке Ступинка, Парфеново, Тынцово, Скалозубово на речке Секше, Яковлево на реке Тальше, Объедово на реке Уводь, погост Ст. Никола на реке Тальше, река Уводь, а по оба берега той реки пошли озера: Овсяниково, Церковное, Шуремба, Старица, Соляное, что из него соль варят, а против того озера Слободка и живут в ней солевары… и мы, Великий государь и царь, Покрова девичьего монастыря игуменью Ульяну с сестрички пожаловали…» Монастырю от царя Василия Шуйского была дана в 1606 году царская тарханная грамота на владения Тальшинской волости, в которую входила в то время деревня Тынцово. Так в XVII веке Тынцы стали экономической казённой деревней, в которой проживали незакрепощённые государственные крестьяне.
По закону государственные крестьяне рассматривались как «свободные сельские обыватели». Государственные крестьяне, в отличие от владельческих, рассматривались как лица, обладающие юридическими правами: они могли выступать в суде, заключать сделки, владеть собственностью. Государственным крестьянам было разрешено вести розничную и оптовую торговлю, открывать фабрики и заводы. Земля, на которой работали такие крестьяне, считалась государственным владением, но за крестьянами признавалось право пользования — на практике крестьяне совершали сделки как владельцы земли.
В течение нескольких столетий Тынцы находились в приходе древнего Веретевского погоста. Однако, до приходского храма жителям Тынцов требовалось преодолеть не менее 6 вёрст в один конец, причём этот путь проходил по болотам, где ежегодно приходилось менять деревянный настил — гать. 
Деревней село просуществовало приблизительно до середины XIX века, когда была построена первая тёплая церковь Святителя Николая с приделом в честь Смоленской иконы Божией Матери. В 1850 году Лукин, местный житель, начал собирать пожертвования на постройку храма. В 1864 году церковь была освящена.
В 1868 году выстроили ещё одну, «холодную» церковь в честь святого пророка Илии. Церкви содержались в основном за счёт пожертвований местных жителей. Так, житель села С. Е. Ремизов пожертвовал на роспись храма более 1000 рублей. Щедрыми жертвователями были и местные фабриканты — братья Борисовы (хозяева бумагопрядильной фабрики в Тынцах). 
В 1937 году по решению сельсовета началось разрушение церкви. Сломали ограды, сбросили колокола и весь металл переплавили в фабричной топке. Священников репрессировали. 
Сельское хозяйство и садоводство на территории Ковровского уезда было слабо развито из-за малоплодородных почв. Многие крестьяне местных сёл оставались без хлеба уже после нового года. Всё это дало толчок развитию текстильной промышленности. Во время царствования Екатерины II после выхода указа о дозволенности заводить всякого рода станов по производству предметов рукоделия начало зарождаться ткачество. Сначала это было льнопрядильное, а позднее хлопчатобумажное и набивное производства. Первые прядильные производства размещались в крестьянских избах-светёлках.
Во второй половине XIX века в селе Тынцы начали создавать ткацкие светёлки текстильные мануфактурщики Борисовы и Ремизовы, причём некоторые сохранились до конца XIX века. Так, например, по данным статистического сборника 1900 года по промышленности Владимирской губернии, в селе Тынцы значилось: «у Степана Борисова светелка на 11 станов, наемных рабочих мужчин 4, женщин 7, выработано за 1897 год карусета 700 кусков „кусок в 40 аршин“, тоальденора 400 кусков. У Ивана Ремизова — раздаточная кантора, переработана пряжа 200 пудов, выработана карусета 600 кусков, тоальденора 400 кусков».
К концу XIX века Борисовы и Ремизовы стали наращивать темпы производства, богатеть. В 1901 году братья Ремизовы из села Тынцы построили фабрику в деревне Балмышево. В селе Тынцы начали строить фабрику (ныне бывший участок № 1 фабрики) братья Борисовы, которая выпускала миткаль и пряжу как сырьё для предприятий городов Иваново, Орехово-Зуево, Москва. Для реализации продукции был основан Торговый дом «Братья Борисовы и Ко». На кустарно-промышленной выставке в Санкт-Петербурге в 1902 году её продукция была удостоена похвального листа. В начале XX века численность рабочих на фабрике достигала 500 человек.
К концу 1910 года братья Борисовы стали одними из богатых людей села Тынцы и построили фабрику в деревне Брызгалово (ныне фабрика имени К. Маркса), а братья Ремизовы начали строить фабрику в деревне Ступино, которая была пущена в 1911 году.
После революции 1917 года фабрика в Тынцах была национализирована. Первым директором фабрики был коммунист Василий Котов. В 1930-е годы фабрика была переименована в фабрику имени Красина. В 1993 году из-за финансовых трудностей фабрика остановила работу, обанкротилась. В 1998 году её имущество выкупила московская фирма «Калита». Всё оборудование было вывезено.
В 1883 году по инициативе иерея Иоанна Введенского в селе была открыта начальная школа. Тынцовская школа — одна из самых старых в районе и была церковно-приходской (при Ильинской церкви). В 1912—1913 годах на средства земства было построено новое здание школы. Школа стала именоваться «Земской народной школой». 
Несмотря на то, что в школе стало 2 учителя, не все дети получали образование в её стенах. После революции школа была преобразована в начальную. Окончив её, ученики должны были ходить в Ряхово — там находилась средняя школа. Некоторые ученики жили на частных квартирах в Ряхове. Начальная школа в Тынцах размещалась в деревянном здании, а для размещения семилетней школы помещения было недостаточно. В 1939 году сельсовет освободил под школу двухэтажный дом, в котором располагались почта и квартира. С первого сентября 1939 года учащиеся 5—7 классов из Ряховской школы были переведены в Тынцовскую. В 1960-х годах школа стала восьмилетней. В 1988 года школа преобразована в девятилетнюю неполную, в 2006 году — закрыта.
Фельдшерский пункт.
1891 г. «В Тынцовский фельдшерский пункт, после ухода фельдшерицы-акушерки Климовой, обнаруживавшей отличное знание своего дела, пришлось назначить ротного фельдшера, хотя усердного и трезвого, но за то совершенно малосведущего». 
1894 г. «При открытии межъуездных амбулаторий в сс. Павловском и Ряхове управа нашла необходимым, ввиду более равномерного распределения фельдшерских участков, перевести фельдшерские пункты: из сельца Сенина в с. Алачино, а из с. Тынцов в с. Эдемское». 
1894 г. «По ходатайству крестьян сел. Тынцов, об оставлении в этом селении фельдшерского пункта, переведенного ныне в село Эдемское. Крестьяне села Тынцов Филяндинской волости, приговором от 24-го апреля сего года, постановили ходатайствовать пред Ковровским земским собранием, об оставлении и на будущее время в сел. Танцах фельдшерского пункта, переведенного весной нынешнего года в село Эдемское по случаю открытия в селе Ряхове губернской амбулатории.
Представляя означенный приговор на благоусмотрение собрания, уездная земская управа имеет честь присовокупить, что хотя местоположение села Тынцов действительно должно быть признано более центральным, чем сел. Эдемское, почему в этом селении и был устроен фельдшерский пункт, но с открытием Ряховской амбулатории, гораздо лучше обставленной в медицинском отношении, существование наряду с ней Тынцовского фельдшерского пункта не оправдывало бы своего назначении, так как пункт этот удовлетворял бы почти исключительно потребности одного лишь селения, жители которого и в настоящее время не могут считать себя лишенными медицинской помощи. Ввиду сего уездная управа полагала бы с своей стороны вполне справедливым ходатайство это оставить без удовлетворения».
В Тынцах проводились еженедельные базары — по средам и торжки — 20 июля, 6 декабря, в среду на масленице, в среду перед 6 декабря.
«Об утверждении ярмарок в селе Тынцах. 28-го августа 1890 г. общество крестьян села Тынцов, Филяндинской волости, через уполномоченного своего, крестьянина того же села Алексея Алексеевича Алексеева, представило в управу приговор, которым оно ходатайствует об открытии в своем селе, кроме существующих еженедельных базаров по средам, ежегодно пяти однодневных ярмарок в следующие дни: 1) 1-го января; 2) в праздник Сошествия Св. Духа; 3) 20-го июля в храмовый праздник Св. Пророка Илии; 4) 1-го октября, и 5) 5-го декабря накануне храмового праздника Св. Николая Чудотворца. Ковровское очередное земское собрание 1890 г., на распоряжение коего вышесказанное ходатайство было доложено управой, в вечернем заседание своем 29-го октября, постановило — представить таковое на благоусмотрение губернского земского собрания, что управой и было исполнено, отношением от 13-го ноября того же года. 
… В виду вышеизложенного уездная управа, представляя на благоусмотрение очередного земского собрания ходатайство крестьян села Тынцов об учреждении 5-ти однодневных ярмарок, имеет честь просить означенное собрание высказать свое заключение относительно того, в какой степени открытие указанных ярмарок вызывается потребностью местного населения и не поведет ли оно к подрыву торгов уже существующих, причем с своей стороны управа полагала бы, что в виду существования уже в соседних с Тынцами селах и деревнях большого количества ярмарок, а именно: в Веретьеве, Филяндине, Старо-Никольском (5 ярмарок в году), Великове, Эдемском, Меховицах и Усолье, в учреждении новых ярмарок особенной надобности для окрестного населения не встречается, хотя при незначительности всех этих ярмарок, мало чем отличающихся по своим размерам от обыкновенных крестьянских базаров, ущерба друг другу они принести не могут, более же значительные Усольские ярмарки собираются 2-го июля и 25-го сентября, то есть раньше предполагаемых к учреждению в Тынцах, почему никакого подрыва от последних не потерпят. 
В заключение уездная управа имеет честь присовокупить, что разрешение новых ярмарок, согласно ст. 63 п. 5 Высочайше утвержденного 12-го июня 1890 г. Подож. о губерн. и уездн. земск. учреж., предоставляется губернским земским собраниям и, на основ. пун. 7 ст. 83 того же Положения, подлежит утверждению г. министра внутренних дел».

## Население
| 1859 | 1897 | 1905 | 1926 |
| ---- | ---- | ---- | ---- |
| 482  | 593  | 712  | 953  |

| 1859 | 1897 | 1905 | 1926 | 2002 | 2010 | 2021 |
| ---- | ---- | ---- | ---- | ---- | ---- | ---- |
| 482  | ↗593 | ↗712 | ↗953 | ↘151 | ↘148 | ↗215 |

## Достопримечательности
В селе находится действующая Церковь Илии Пророка (1868).   
Первым священником храма в селе Тынцы был выпускник Владимирской семинарии  Николай Лепорский, который прослужил там почти 20 лет.  
Согласно предоставленным в 1962 году Владимирским облисполкомом в Совет по делам Русской православной церкви при Совете министров СССР сведениям, по данным на 1 января 1961 года церковь использовалась под склад.